# Radavac
Radac en albanais et Radavac en serbe latin (en serbe cyrillique : Радавац) est une localité du Kosovo située dans la commune/municipalité de Pejë/Peć et dans le district de Pejë/Peć. Selon le recensement kosovar de 2011, elle compte 1 352 habitants.

## Histoire
Sur le territoire du village se trouve une grotte abritant des éléments remontant à la Préhistoire ; le site, mentionné par l'Académie serbe des sciences et des arts, est inscrit sur la liste des monuments culturels du Kosovo.
On y trouve aussi les vestiges de fortifications datant des IVe-VIe siècles, proposés pour une inscription par le Kosovo.

## Démographie

### Évolution historique de la population dans la localité
| 1948 | 1953 | 1961 | 1971 | 1981  | 1991  | 2011  |
| ---- | ---- | ---- | ---- | ----- | ----- | ----- |
| 546  | 567  | 732  | 910  | 1 143 | 1 345 | 1 352 |

|  |

### Répartition de la population par nationalités (2011)
En 2011, les Albanais représentaient 97,56 % de la population.